# 图兰·杰伊兰
图兰·杰伊兰（土耳其語：Turan Ceylan，1968年6月12日—），土耳其男子摔跤运动员。他曾代表土耳其参加世界摔跤锦标赛，获得一枚金牌。他也曾参加1996年夏季奥林匹克运动会。